# HackerLab Bénin
Le HackerLab est une compétition organisée au Bénin selon le format du jeu «Capture the Flag» (jeopardy-style) regroupant des spécialistes et des enthousiastes béninois de la cybersécurité qui se confrontent à travers une gamme variée de défis couvrant divers sujets.Le hackerLab  a été inscrit dans l'axe 4 de la stratégie nationale de sécurité numérique Beninoise  et sert aussi  pour le recrutement des talents au bjCSIRT (L’équipe de réponse aux incidents de sécurité informatique du gouvernement Béninois) ou au Laboratoire d'Investigations Numérique ou encore dans le secteur privé.

## Présentation du Hacker lab
Le HackerLab, est une compétition initiée par Ouanilo MEDEGAN FAGLA et organisée par l’Agence des Systèmes d'Information et du Numérique (ASIN), anciennement ANSSI (Agence National de Securite des Systemes d'Information), représente une compétition nationale visant à identifier et valoriser les talents ainsi que les compétences dans le domaine de la cybersécurité et de la lutte contre la cybercriminalité au Bénin. Pour son édition 2023, la compétition HackerLab s’ouvre aux étudiants et aux passionnés de cybersécurité, ainsi qu’aux professionnels de ce domaine, âgés entre 18 et 35 ans,,,.

## 1reédition en 2017
Sous l'égide de la Présidence de la République, l’Agence du Numérique du Bénin annonce la toute première édition du challenge dédié à la cybersécurité dans le pays, baptisé «HACKERLAB 2017». Ce concours a pour mission de détecter les futurs talents en cybersécurité. Il rassemble des professionnels et des passionnés de la cybersécurité qui rivalisent dans une variété de défis abordant des thématiques diverses telles que la criminalistique, la stéganographie, la rétro-ingénierie, l’exploitation binaire, l’exploitation Web, la programmation, et bien d’autres,,,,.

## Édition 2019
l’Agence des Systèmes d'Information et du Numérique (ASIN) organise le HackerLab 2019 lors de la semaine du numérique, du 15 au 18 octobre. À partir du 1er octobre, une seule épreuve de présélection est mise en ligne, pour sélectionner les 100 premiers à valider le flag. Ces participants ont automatiquement été qualifiés pour la phase finale du Hackerlab 2019, qui s'est tenu pendant trois jours sur les quatre jours de la semaine du numérique (du 15 au 18 octobre).

## Édition 2020
Du 10 au 12 Novembre 2020, s'est tenue la troisième édition du HackerLab. Pendant deux jours, les participants ont été confrontés à des épreuves incluant l’exploitation de systèmes, l’exploitation web, l’ingénierie inverse et l’analyse forensique,,,,.

## Édition 2021
La 4e édition du HackerLab a eu lieu du 10 au 12 novembre à Parakou. Il a été question d'un CTF (Capture The Flag) de type attaques et défenses, organisé sur deux jours et a rassemblé des équipes compétitives. Avec un thème axé sur la «défense de l’empire de Nikki», les 20 équipes finalistes ont fait preuve d'ingéniosité pour remporter le challenge,,.

## Édition 2022
Dans le cadre de la 5e édition du HackerLab, la CEDEAO, dans le cadre de son initiative «Criminalité organisée: Réponse de l’Afrique de l’Ouest sur la cybersécurité et la lutte contre la cybercriminalité (OCWAR-C)», soutenue financièrement par l’Union Européenne, collabore avec le bjCSRIT pour organiser le Hackerlab édition CEDEAO à Cotonou (Bénin) du 10 au 12 octobre 2022. Il s'est déroulé sous la forme d'un concours de Capture du Drapeau (CTF) en mode «salve d'épreuves», où les équipes de participants ont été mises au défi par plusieurs épreuves en matière de sécurité de l'information. Chaque État membre de la CEDEAO a organisé un concours de présélection au niveau national pour choisir la meilleure équipe qui va le représenter lors de la compétition régionale. Ces présélections ont eu lieu du 1er au 31 août 2022. Au terme de la compétition le Bénin, pays hôte remporte la compétition,,,,,,,,,,,,.

## Édition 2023
La finale de la 6ème édition du HackerLab s'est tenue du 04 au 06 octobre, rassemblant une vingtaine d'équipes après une phase de présélection. Le thème de cette édition était "Les Gardiens des Trésors Royaux",,.